# Перелік видів тварин, які підлягають особливій охороні на території Києва
Перелік видів тварин, які підлягають особливій охороні на території міста Києва:

## Історія
Перелік видів тварин, які підлягають особливій охороні на території міста Києва було прийнято на VIII сесії Київської міської ради IV скликання рішенням від 23 грудня 2004 року N 879/2289 «Про затвердження переліку видів тварин, які підлягають особливій охороні на території м. Києва».

## Статистика
Перелік містить 82 види тварин, з них:
- Птахів — 10 видів;
- Рептилій — 3 види;
- Земноводнх — 6 видів;
- Риб — 3 види;
- Комах — 60 видів.

## Перелік

### Птахи
| № п/п | Українська назва виду | Біноміальна назва виду          | Фото |
| ----- | --------------------- | ------------------------------- | ---- |
| 1     | Шуліка чорний         | Milvus migrans Boddaert         |      |
| 2     | Бугайчик              | Ixobrychus minutus L.           |      |
| 3     | Вальдшнеп (Слуква)    | Scolopax rusticola L.           |      |
| 4     | Деркач                | Crex crex L.                    |      |
| 5     | Погонич звичайний     | Porzana porzana L.              |      |
| 6     | Погонич малий         | Porzana parva Scopoli           |      |
| 7     | Погонич-крихітка      | Porzana pusilla Pall.           |      |
| 8     | Крячок білокрилий     | Chlidonias leucopterus Temminck |      |
| 9     | Крячок малий          | Sterna albifrons Pall.          |      |
| 10    | Рибалочка             | Alcedo atthis L.                |      |

### Плазуни
| № п/п | Українська назва виду | Біноміальна назва виду | Фото |
| ----- | --------------------- | ---------------------- | ---- |
| 1     | Черепаха болотна      | Emys orbicularis L.    |      |
| 2     | Ящірка зелена         | Lacerta viridis Laur.  |      |
| 3     | Гадюка звичайна       | Vipera berus L.        |      |

### Земноводні
| № п/п | Українська назва виду                      | Біноміальна назва виду   | Фото |
| ----- | ------------------------------------------ | ------------------------ | ---- |
| 1     | Тритон гребінчастий                        | Triturus cristatus Laur. |      |
| 2     | Тритон звичайний                           | Triturus vulgaris L.     |      |
| 3     | Кумка звичайна (джерелянка червоночеревна) | Bombina bombina L.       |      |
| 4     | Ропуха сіра (ропуха звичайна)              | Bufo bufo L.             |      |
| 5     | Рахкавка (квакша звичайна)                 | Hyla arborea L.          |      |
| 6     | Жаба гостроморда                           | Rana arvalis Nilsson     |      |

### Риби
| № п/п | Українська назва виду | Біноміальна назва виду | Фото |
| ----- | --------------------- | ---------------------- | ---- |
| 1     | Єлець                 | Leuciscus leuciscus L. |      |
| 2     | Підуст                | Chondrostoma nasus L.  |      |
| 3     | Рибець                | Vimba vimba L.         |      |

### Комахи
| № п/п | Українська назва виду                | Біноміальна назва виду                   | Фото |
| ----- | ------------------------------------ | ---------------------------------------- | ---- |
| 1     | Короткочеревець лучний               | Brachytron pratensis Muller              |      |
| 2     | Коромисло велике                     | Aeshna grandis L.                        |      |
| 3     | Коромисло синє                       | Aeshna cyanea Mull                       |      |
| 4     | Дідок звичайний                      | Gomphus vulgatissima L.                  |      |
| 5     | Зеленотілка металічна                | Somatochlora metallica Vander Linden     |      |
| 6     | Зеленотілка жовтоплямиста            | Somatochlora flavomaculata Vander Linden |      |
| 7     | Білоноска білолоба                   | Leucorrhinia albifrons Burmeister        |      |
| 8     | Білоноска товстохвоста               | Leucorrhinia caudalis Charp.             |      |
| 9     | Білоноска малесенька                 | Leucorrhinia dubia Vander Linden         |      |
| 10    | Білоноска болотяна                   | Leucorrhinia pectoralis Charp.           |      |
| 11    | Білоноска червонувата                | Leucorrhinia rubicunda L.                |      |
| 12    | Любелюля руда                        | Libellula fulva Mull.                    |      |
| 13    | Тонкочеревець чорний                 | Sympetrum danae Sulzer                   |      |
| 14    | Тонкочеревець Фонсколомба            | Sympetrum fonscolombii Selys             |      |
| 15    | Тонкочеревець південний              | Sympetrum meridionalis Selys             |      |
| 16    | Тонкочеревець перев'язаний           | Sympetrum pedemontanum Allioni           |      |
| 17    | Бабка бронзова                       | Cordulia aenea L.                        |      |
| 18    | Осміл звичайний                      | Osmylus chrysops L.                      |      |
| 19    | Золотоочка велика                    | Chrysopa vitata Wesm.                    |      |
| 20    | Волохокрилець-невронія сітчастокрила | Neuronia reticulata L.                   |      |
| 21    | Волохокрилець звичайний              | Phryganea grandis L.                     |      |
| 22    | Вусач малий їздцевий                 | Molorchus minor L.                       |      |
| 23    | Вусач квітковий звичайний            | Toxotus cursor L.                        |      |
| 24    | Рогач синій                          | Platycerus caraboides L.                 |      |
| 25    | Вусач червоний плоский               | Pyrrhidium sanguineum L.                 |      |
| 26    | Носоріг малий                        | Sinodendron cylindricum L.               |      |
| 27    | Жук-носоріг                          | Oryctes nasicornis L.                    |      |
| 28    | Гоморосома валідіростре              | Homorosoma validirostre Gyll.            |      |
| 29    | Довгоносик листовий витягнутий       | Hypera diversipunctata Schrank           |      |
| 30    | Жиряк гладконосий                    | Liparus glabrirostris Kust.              |      |
| 31    | Дрібноочок гребінчастий              | Minyops carinatus L.                     |      |
| 32    | Онтолест мозаїчний                   | Ontholestes tessellatus Geoff.           |      |
| 33    | Стафілін довгоопушений               | Staphylinus caesareus Cederh.            |      |
| 34    | Платидракій жовтуватоногий           | Platydracus rulvipes Scop.               |      |
| 35    | Платидракій скритножил               | Platydracus latebricola Grav.            |      |
| 36    | Тасгій чорнуватий                    | Tasgius melanarius Heer.                 |      |
| 37    | Жук-сонечко 16-крапкове              | Halyzia 16-gutata L.                     |      |
| 38    | Комар-довгоніг великий               | Tipula maxima Poda.                      |      |
| 39    | Ктир-лафрія горбата                  | Laphria gibbosa L.                       |      |
| 40    | Ктир-лафрія руда                     | Laphria flava L.                         |      |
| 41    | Вислокрилка звичайна                 | Sialis lutaria L.                        |      |
| 42    | Пильщик вільховий плоский            | Platycampus luridiventris Fall.          |      |
| 43    | Пильщик-кроезус вільховий            | Croesus varus Vill.                      |      |
| 44    | Пильщик-тринакс дріоптерисовий       | Trinax mixta Klug.                       |      |
| 45    | Пильщик-гемітаксонус папоротевий     | Hemitaxonus struthio-pteridis Forsius    |      |
| 46    | Пильщик-гептамелюс папоротевий       | Heptamelus ochroleucus Steph.            |      |
| 47    | Пильщик-анеугменус вайовий           | Aneugmenus firstenbergensis Knw.         |      |
| 48    | Пильщик-долерус весняний             | Dolerus vernalis Ermolenko, sp.n.        |      |
| 49    | Пильщик-трихіозома рудобока          | Trichiosoma vitellinae L.                |      |
| 50    | Пильщик-трихіозома голінаста         | Trichiosoma tibiale Steph.               |      |
| 51    | Пильщик-трихіозома Латрейля          | Trichiosoma latreillei Leach.            |      |
| 52    | Пильщик-кориніс блідо-жовтий         | Corynis amoena Klug.                     |      |
| 53    | Мікрогастер стрункий                 | Microgaster procera Ruthe                |      |
| 54    | Радзівальва дезуета                  | Rasivalva desueta Papp                   |      |
| 55    | Апантелес валідус                    | Apanteles valiadus Thams.                |      |
| 56    | Совка-лишайниця                      | Diphtera alpium Osbeck.                  |      |
| 57    | Метелик-скляниця іхневмоноподібна    | Dipsosphecia ichneumoniformis L.         |      |
| 58    | Голуб'янка-зефір дубовий             | Zephyrus quercus L.                      |      |
| 59    | Ведмедиця пурпурова                  | Rhyparia purpurata L.                    |      |
| 60    | Ведмедиця ряба                       | Arctia hebe L.                           |      |